# Pasiczna (hromada Jarmolińce)
Pasiczna (ukr. Пасічна) – wieś na Ukrainie, w obwodzie chmielnickim, w rejonie chmielnickim, w hromadzie Jarmolińce. W 2001 liczyła 314 mieszkańców, spośród których 312 wskazało jako ojczysty język ukraiński, a 2 rosyjski.